# NGC 2365
NGC 2365 је спирална галаксија у сазвежђу Близанци која се налази на NGC листи објеката дубоког неба.
Деклинација објекта је + 22° 5' 0" а ректасцензија 7h 22m 22,3s. Привидна величина (магнитуда) објекта NGC 2365 износи 12,7 а фотографска магнитуда 13,6. Налази се на удаљености од 40,9000 милиона парсека од Сунца. NGC 2365 је још познат и под ознакама UGC 3821, MCG 4-18-8, CGCG 117-20, PGC 20838.